# Eodorcadion sinicum
Eodorcadion sinicum là một loài bọ cánh cứng trong họ Cerambycidae.